# Осек-Ясельський
Осек-Ясельський (пол. Osiek Jasielski) — село в Польщі, у гміні Осек-Ясельський Ясельського повіту Підкарпатського воєводства.
Населення — 704 особи (2011).
У 1975-1998 роках село належало до Кросненського воєводства.

## Демографія
Демографічна структура станом на 31 березня 2011 року:
|          | Загалом | Допрацездатний вік | Працездатний вік | Постпрацездатний вік |
| -------- | ------- | ------------------ | ---------------- | -------------------- |
| Чоловіки | 350     | 76                 | 239              | 35                   |
| Жінки    | 354     | 61                 | 210              | 83                   |
| Разом    | 704     | 137                | 449              | 118                  |